# 洪羅拔
洪羅拔（英語：Robert Hung，1956年1月16日—2018年1月7日），原名洪瑋程，已故香港電視藝人，1981年無綫電視第10期藝員訓練班畢業，同期訓練班同學包括劉德華、梁家輝、吳家麗及戚美珍等。其已上契的契弟為歌手漢洋，契仔則為藝人羅天宇和胡㻗。

## 背景
洪羅拔在17歲時萌生負笈海外的想法，1976年12月於美國紐約修讀服裝及窗櫥設計。當時他還未中學畢業，加上未能申請工作簽證，於是偷渡到巴哈馬，再花一千美元讓美國的律師為他辦理假簽證，以在美國生活。洪羅拔當時在美國黑市餐廳做黑工，晚上在餐廳中睡覺。直至1980年回港生活。及後在一位來自紐約Fashion Avenue FA Charter的成衣設計師身邊任職時裝設計師助手。又加入時裝公司從事櫥窗設計工作。洪羅拔其後在當時著名時裝店「Romano」為一眾明星作形象指導，顧客包括當年的紅星，例如鄭少秋、傅聲、甄妮、鍾鎮濤及薰妮等，並由售貨員晉升為公關經理。歐陽震華、雷宇揚、詹秉熙以及林俊賢則是由他推薦加入無綫藝員訓練班的「Romano」員工。
他更開設自己的時裝店。他經常前往意大利、法國及日本等地引入最新款時裝回港。1980年代初的當紅藝人如梅艷芳、任達華、郭富城及張曼玉等也是他的長期捧場客，因此在娱樂圈中人緣極佳，許多初入行的藝人都找他做形象。1988年他加入亞洲電視，與周美鳳及李道洪一起主持《活色生香》節目。1992年他前往台灣電視界發展和台灣著名藝人陳美鳳主持《發燒麥克風》、《歡樂傳真》及《明星100fun》等節目，1993年更代表亞洲電視前往北京電視台做春節晚會主持人，2004年更有其個人會客室《明星明心》訪談節目，訪問藝人有張艾嘉、鄭裕玲、梁家輝、鄧光榮、陳小春、蘇永康、梁漢文及吕方等十多位藝人。洪羅拔於2005年起投資的士高與卡拉OK等夜店生意。至2010年轉當畫家。另外也曾經營茶餐廳及日本料理店。他在2013年確診患上肝癌一期，接受手術治療後已經康復。然而在2018年1月7日早上9時在威爾斯親王醫院因肝癌復發離世，享壽61歲。

## 節目主持
- 《活色生香》（亞洲電視，1988年-1992年）
- 《發燒麥可風》（台灣中國電視公司，1992年）
- 《歡樂傳真》（台灣中國電視公司，1992年）
- 《明星100Fun》（台灣）

## 電視劇演出（無綫電視）
- 1981年《英雄出少年》
- 1981年《突破》
- 1981年《女黑俠木蘭花》 飾 木星
- 1981年《富貴榮華》 飾 參賽者
- 1981年《鱷魚潭》
- 1982年《男子漢》
- 1982年《將軍抽車》
- 1982年《天龍八部之六脈神劍》
- 1982年《福星高照》
- 1982年《過山車》
- 1982年《郎歸晚》
- 1982年《星塵》
- 1984年《新紮師兄》 飾 警察少年訓練學校英文科教師

## 電影演出
- 1982年：彩雲曲
- 1984年：淫種
- 1989年：精裝追女仔之3狼之一族
- 1989年：緣份遊戲
- 1990年：都市煞星
- 2005年：黑社會 飾 官仔森
- 2017年：我們的6E班

## 外部連結
- 洪羅拔在香港影庫上的簡介